# Euxoa kendevani
Euxoa kendevani là một loài bướm đêm trong họ Noctuidae.